# Omer Adam
Omer Adam (em hebraico: עומר אדם; Carolina do Norte, 22 de outubro de 1993) é um cantor israelita nascido nos Estados Unidos, cuja música funde elementos da música oriental mizrahi (oriental-médio-oriental) e instrumentação pop ocidental. Em 2023, o site Ynetnews nomeou-o como «o cantor mais famoso de Israel».

## Biografia
Omer Adam nasceu na Carolina do Norte, no seio de uma família israelita emigrada nos Estados Unidos.Do lado paterno, o seu pai Yaniv Adam é de ascendência judaica da montanha (judeu kavkazi) e a sua mãe Sharon é de ascendência judaica asquenazi. O seu pai era um oficial das forças especiais das Forças de Defesa de Israel que serviu como vice-comandante da Unidade Shaldag e do Batalhão 202 da Brigada de Pára-quedistas. 
Quando Omer tinha três anos, a família regressou a Israel e instalou-se no moshav Mishmar HaShiv'a no centro do país. Durante o seu serviço nacional obrigatório nas Forças de Defesa de Israel, prestou serviço no Corpo de Tecnologia e Manutenção.

## Discografia

### Álbuns
- 2010: A derreter por tua causa | נמס ממך
- 2012: Bom rapaz Mau rapaz | ילד טוב ילד רע
- 2013: Música e silêncio | מוזיקה ושקט
- 2015: Modeh Ani | מודה אני
- 2017: Depois de todos estes anos | אחרי כל השנים
- 2020: OMER | עומר
- 2021: the eight
- 2023: End Of The World

### EP
- 2019: 5 Boom! | 5 בום
- 2024 Cinco noites  | חמישה לילות
- 2024 Ritmos quebrados | לחנים שבורים